# Kappa Mikey
Kappa Mikey foi uma série de desenho animado estadunidense, criada por Larry Schwarz, exibido pela primeira vez na Nickelodeon, em 25 de janeiro de 2006, e mais tarde, em 10 de maio de 2006, na Nickelodeon Brasil. Em Portugal, foi exibido também em 2006 no Nickelodeon Portugal e mais tarde em 2013 na SIC K só com a 1ª temporada e também intitulado erradamente como O Macaco Kappa. É a primeira aquisição global da MTV. Em abril de 2006, foi iniciada a produção da segunda temporada. 
A série foi anunciada como "O primeiro anime a ser produzido inteiramente nos EUA". Foi produzido em Nova Iorque, pela Animation Collective, utilizando animação em Flash, com alguns momentos de CGI.

## Enredo
O americano Mikey Simon é escalado para fazer parte do elenco de Lily Mu!, uma das séries de animação mais famosas do Japão. Lily Mu! conta a história de 4 super-heróis: Mikey, Lily, Mitsuki e Guano, que sempre salvam o mundo do Gonard, o terrível vilão da série, que quer conquistar o mundo e/ou acabar com a humanidade. Normalmente, Lily, a garota doce e amável da equipe, é raptada pelo Gonard, e Mikey é o grande herói, o que sempre salva todos no fim do episódio. Às vezes, Mitsuki, a garota briguenta, e Guano, o assistente do grupo que só sabe falar o próprio nome, são capturados também.
Os colegas de elenco de Mikey o consideram um peixe fora d'água e acham que ele é a pessoa errada para o papel. Mas os espectadores do programa pensam exatamente o contrário e ele vira celebridade no país, levando o show ao topo da audiência. Junto a tantas novidades, Mikey ainda tem de arrumar tempo para se acostumar com a cultura japonesa e com sua nova vida no oriente.

## Personagens
- Gonard
- Guano
- Lily
- Mikey Simon
- Mitsuki
- Ozu
- Pirata
- Puxa-Sacon
- Socky
- Yoshi

### Dancing Sushi
Suchi Trio é um curta comercial de 2008 estrelada pelo Suchi Trio e criada por Larry Schwarz. Aqui, o Suchi Trio ganhou nomes: Roro, Larry, Salmon e Meep, sendo Meep um novo personagem que não aparecia em Kappa Mikey. Os episódios sempre terminam com Larry fazendo algo errado acabar em uma má situação. Em O Mundo Mágico de Ozu, são a população.

## Dubladores
- Mikey Simon - Charles Emmanuel
- Gonard - Ronalth Abreu
- Guano - Nizo Neto
- Lily - Teline Carvalho
- Mitsuki - Iara Riça
- Ozu - Mauro Ramos
- Puxa-Sacon - Alexandre Moreno
- Diretor de Dublagem: Lauro Fabiano
- Estúdio de Dublagem: Delart

## Lugares

### Torres LilyMu
É o edifício onde o elenco e a produção do Lily Mu! moram. Não se sabe o endereço, só se sabe que fica em Tóquio.
Apartamentos
- O apartamento todo bagunçado de Mikey fica onde era, aparentemente, o antigo porão.
- Mitsuki e Lily dividem o mesmo apartamento, um ambiente onde quase todos as salas são cor-de-rosa, com móveis "descolados": um sofá em forma de boca, espelho que fala, etc.
- Gonard divide o apartamento com sua mãe.
- O tema do apartamento do Ozu é antigo Japão, que tem o último andar do edifício (85) todo para ele. Provavelmente, divide o apartamento com Puxa-Sacon.
- O apartamento de Guano é secreto, ninguém sabe como é ou onde fica (a não ser ele).
- O edifício tem um sistema de reciclagem com 44 latas de lixo.
- Tem um 13º andar secreto, onde morava o Dr. Igor.

Curiosidades
- O botão de emergência do elevador não o deixa parado. Pelo contrário, coisas estranhas acontecem com o elevador, como ficar subindo e descendo bem rápido, rodar, chover dentro do elevador, etc.
- Para encontrar o botão 13º andar, tem que apertar os botões 4 e 9, que abre um painel com o botão "Andar Secreto". Se o edifício tem 85 andares, como se faz para chegar no 49º andar?
- O edifício é incrível: tem 2 elevadores sociais, toboáguas e pizza grátis todo dia.

## Origem do nome
A origem do nome do desenho é uma sátira de um prato japonês chamado Kappa Maki. E Kappa é também uma criatura mitológica que é um peixe que vive fora da água, assim como Mikey é metaforicamente um peixe-fora-d'água.

## Jogos online
- Lily Mu Squares
- Sushi Palozzi
- Guano's Sushi Sprint
- Tokyo Skate Jam

## Trilha sonora
- Hey (2x), Look (2x)
- The Recycling Song
- Músicas de Ori e Yori
- Ringtones do Mikey
- Hino Nacional da Bundônia